# Jaromír Fučík
Jaromír Fučík (13. ledna 1899 Černochov – 19. září 1989 Praha) byl překladatel z románských jazyků, především z italštiny.

## Život
Fučík se narodil v čp. 77 do učitelské rodiny. V uvedeném domě sídlila tehdy škola, kde jeho otec František učil. Matka Marie rozená Jelínková byla dcerou řídícího učitele na Peruci Josefa Jelínka. V roce 1919 maturoval a na Filozofické fakultě Univerzity Karlovy vystudoval obor čeština-francouzština. V roce 1921 nastoupil na místo profesora na gymnáziu v Duchcově, kde působil až do roku 1938. Na podzim 1938 odešel do Prahy a do roku 1942 zde učil na gymnáziu. Po válce pracoval na ministerstvu školství. Pak přešel na ministerstvo kultury a nakonec působil jako velvyslanecký rada na československém zastupitelství v Římě.
Fučíkovým koníčkem byla turistika. Po určitou dobu byl předsedou duchcovské pobočky Klubu československých turistů. Výsledkem této jeho záliby je první český podrobný průvodce po Krušných horách.
V matričním záznamu o narození je záznam, že v roce 1921 Fučík vystoupil z katolické církve, ale v červnu 1939 se do ní vrátil. Dále je zde poznámka, že se roku roku 1925 v Bílině oženil s Marií Šmejkalovou.

## Dílo
V Databázi českého uměleckého překladu se o Fučíkovi píše, že překládal také z angličtiny a že "vydal několik publikací o Krušných horách." Obě tvrzení jsou chybná.

### Samostatná publikace
- Krušné hory, Klub českých turistů, Praha 1935, 180 str.

### Překlady
- André Maurois, Jen člověk, Julius Albert, Praha 1938
- André Maurois,  Doktor O'Grady mluví, Julius Albert, Praha 1947
- Alberto Moravia, Maškaráda, Máj, Praha 1947
- Elio Vittorini, Sicilské táčky, Máj, Praha, Praha 1948
- Giovanni Arpino, Léta poznávání, Československý spisovatel, Praha 1961
- Italo Svevo, Povedený kousek. Tři povídky, Státní nakladatelství krásné literatury a umění, Praha 1962
- Leonardo Sciascia, Den sovy, Československý spisovatel, Praha 1964
- Vasco Pratolini, Ulička chudých milenců, Mladá fronta, Praha 1965
- Pět italských novel (s kolektivem), Odeon, Praha 1967
- Mario Rigoni Stern, Seržant ve sněhu, Naše vojsko, Praha 1967
- Deset italských novel (s kolektivem), Československý spisovatel, Praha 1970
- Umberto Nobile, Červený stav, Československý spisovatel, Praha 1972